# Saxifraga aequidentata
Saxifraga aequidentata là một loài thực vật có hoa trong họ Saxifragaceae. Loài này được (Small) A.M. Johnson miêu tả khoa học đầu tiên năm 1923.